# لوحة مفاتيح عربية

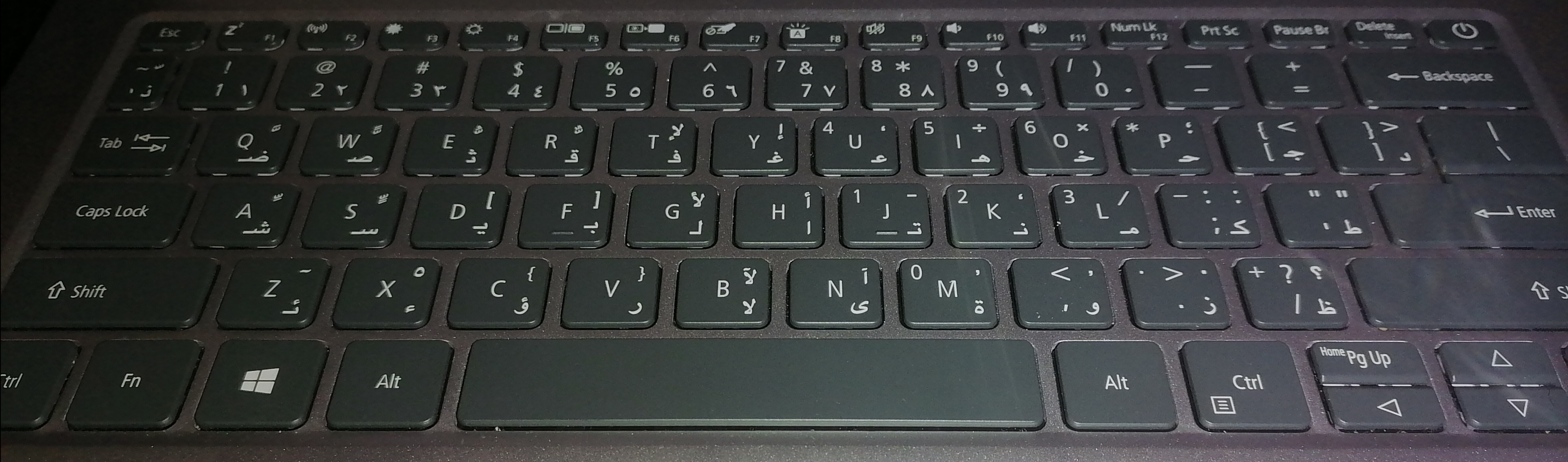
لوحة مفاتيح حاسب محمول عربية

لوحة المفاتيح العربية أو المَزَرَّةُ العربيَّة (بالإنجليزية: Arabic keyboard) هي مَزَرَّةٌ (لوحة مفاتيح) للكتابة بالعربية في الحاسوب.

## تخطيط لوحة المفاتيح العربية

### الآلة الكاتبة العربية
وضع المخترع والفنان السوري سليم شبلي حداد أول مخطط للآلة الكاتبة العربية، وذلك في عام 1899. وفي ديسمبر العام نفسه، تقدم فيليب واكد لبراءة اختراع شبيهة في بريطانيا، وينسب لواكد أنه أول من كتب وثيقة باللغة العربية باستخدام لوحة مفاتيح. وانتهت البراءتان عام 1919، ما سمح بالتوسع في إنتاج الآلات الكاتبة ولوحات المفاتيح العربية حول العالم.

### تخطيط الآلة الكاتبة
استخدم هذا التخطيط في الآلات الكاتبة العربية. وظهر في العام 1914 على أيدي المصريين فيليب واكد وسليم حداد.

## وصلات خارجية
- لوحة المفاتيح العربية.